# باري كو
باري كو (بالإنجليزية: Barry Coe) هو ممثل أمريكي، ولد في 26 نوفمبر 1934 بلوس أنجلوس في الولايات المتحدة.

## أعمال

### أفلام
- (1957) موضع بايتون
- (1962) الأسبارطة الـ300
- (1978) الفك المفترس 2[5][6][7]

## وصلات خارجية
- باري كو على موقع IMDb (الإنجليزية)
- باري كو على موقع روتن توميتوز (الإنجليزية)
- باري كو على موقع إن إن دي بي (الإنجليزية)
- باري كو على موقع قاعدة بيانات الفيلم (الإنجليزية)